# Fantastig toch
Fantastig toch is de eerste single van de debuut-CD De Jager van Eva De Roovere. Er zit geen spelfout in de titel en het is ook geen Vlaamse uitdrukking, maar een samentrekking van de woorden fantastisch en lastig, ‘als je iemand graag ziet is dat fantastisch en lastig tegelijk’. Ook de rest van de liedtekst wordt geroemd.
De Roovere schreef het lied midden in de nacht voor haar toenmalige vriend. Naar eigen zeggen schreef ze het nummer in twintig minuten. Tijdens live-optredens wordt dit lied vaak in een gewijzigde versie gespeeld, waardoor er steeds nieuwe versies van zijn, en het lied voor de muzikanten interessant blijft. Het lied wordt bijna altijd gespeeld tijdens live optredens, zeker in Nederland, waar het publiek het nummer graag meezingt.
De Nederlandse rapper Diggy Dex maakte in 2009 een rapversie van het nummer, met de naam Slaap lekker feat. Eva de Roovere, dat jaar door NPO Radio 2 betiteld als zomerhit en door 3FM uitgeroepen tot Megahit.

## NPO Radio 2 Top 2000
| Nummer met noteringen in de NPO Radio 2 Top 2000 | '07 | '08  | '09 | '10 | '11 | '12 | '13  | '14  | '15  | '16  |
| ------------------------------------------------ | --- | ---- | --- | --- | --- | --- | ---- | ---- | ---- | ---- |
| Fantastig toch                                   | 336 | 1528 | 618 | 693 | 928 | 773 | 1159 | 1299 | 1571 | 1898 |

1. ↑  Een vetgedrukt getal geeft de hoogste notering aan.
2. ↑  2007 was het eerste jaar met een notering voor dit nummer.
3. ↑  Deze tabel is bijgewerkt tot en met de meest recente editie (2024).